# Robert Mundell
Robert Alexander Mundell (Kingston, 24 ottobre 1932 – Siena, 4 aprile 2021) è stato un economista canadese, vincitore del premio Nobel per l'economia nel 1999, «per la sua analisi della politica fiscale e monetaria in presenza di diversi regimi di cambio e per la sua analisi delle aree valutarie ottimali».
Insegnò all'Università di Chicago e alla Columbia. Divenne conosciuto per la teoria delle aree ottimali elaborata nel 1961, che gli valse, appunto, il Nobel. Fu inoltre considerato uno dei più influenti teorici dell'architettura dell'Euro e contribuì ad avviare il movimento noto come economia dal lato dell'offerta (supply-side economics). Mundell era noto anche per il modello Mundell-Fleming e l'effetto Mundell-Tobin.
Mundell, spesso soprannominato l'enfant terribile per le sue posizioni e la sua schiettezza, fu appassionato di pittura, filosofia e storia.

## Biografia
Robert Alexander Mundell nacque il 24 ottobre 1931 a Kingston, Ontario, Canada, da Lila Teresa (nata Hamilton) e William Mundell. Sua madre era un'ereditiera mentre suo padre era un ufficiale militare e insegnava al Royal Military College of Canada. Trascorse i suoi primi anni in una fattoria in Ontario e si trasferì nella Columbia Britannica con la sua famiglia quando suo padre si ritirò alla fine della seconda guerra mondiale. Completò la sua istruzione superiore nella Columbia Britannica, dove era noto per aver partecipato a eventi di boxe e scacchi durante questo periodo.
Conseguì il Bachelor of Arts in economia e russo presso la Vancouver School of Economics dell'Università della British Columbia e frequentò con una borsa di studio l'Università di Washington a Seattle.  Completò il dottorato di ricerca presso il Massachusetts Institute of Technology (MIT) mentre continuava a studiare alla London School of Economics.  Nel 1957 iniziò a insegnare economia alla Stanford University e poi alla Paul H. Nitze School of Advanced International Studies presso la Johns Hopkins University nel periodo 1959-1961. Nel 1961 entrò nello staff del Fondo Monetario Internazionale.

## Carriera
Mundell ritornò alla carriera accademica come professore di economia all'Università di Chicago dal 1966 al 1971, fu responsabile del Journal of Political Economy e durante i mesi estivi insegnò presso il Graduate Institute of International Studies di Ginevra fino al 1975; presidente del dipartimento di economia all'Università di Waterloo dal 1972 al 1974, da quell'anno diventò professore di economia all'Università della Columbia e lo fu sino alla sua morte. Nel 1989, fu nominato professore di Economia alla McGill University.
Negli anni '70, gettò le basi per l'introduzione dell'euro attraverso il suo lavoro pionieristico sulle dinamiche monetarie e sulle forme valutarie ottimali; per questo lavoro vinse il Premio Nobel per l'economia nel 1999. Durante questo periodo fu anche consigliere economico per le Nazioni Unite, il Fondo monetario internazionale, la Banca mondiale, la Commissione europea, il Consiglio della Federal Reserve, il Dipartimento del Tesoro degli Stati Uniti, i governi del Canada e di altri paesi. Fu anche professore ordinario dell'Università cinese di Hong Kong. Al suo trattato di Princeton del 1971 sul dollaro venne attribuito il merito di aver fondato l’economia dal lato dell’offerta.

### Flussi monetari internazionali
Mundell è meglio conosciuto per il suo sostegno ai tagli fiscali e all’economia dal lato dell’offerta; tuttavia, in economia fu il suo lavoro sulle aree valutarie e sui tassi di cambio internazionali a fargli assegnare il Premio Nobel per le scienze economiche dalla Banca di Svezia. Ad ogni modo l’economia dal lato dell’offerta ebbe un posto di rilievo nel suo discorso di premiazione alla Banca di Svezia.
Negli anni '60, il Canada, Paese nativo di Mundell, fece fluttuare il suo tasso di cambio: ciò indusse Mundell ad indagare sui risultati dei tassi di cambio fluttuanti, un fenomeno non ampiamente visto da quando la "Scuola di Stoccolma" degli anni '30 fece pressioni con successo sulla Svezia affinché abbandonasse il gold standard.
Nel 1962, insieme a Marcus Fleming, fu coautore del modello dei tassi di cambio Mundell-Fleming e notò che era impossibile avere autonomia nazionale, tassi di cambio fissi e flussi di capitale liberi: non più di due di questi obiettivi potevano essere raggiunti. Il modello fu un’estensione del modello IS/LM applicato ai tassi valutari.
Secondo l'analisi di Mundell:
- La disciplina del sistema di Bretton Woods era dovuta più alla Federal Reserve americana che alla disciplina dell’oro.
- La politica fiscale dal lato della domanda sarebbe inefficace nel frenare le banche centrali in un sistema di tassi di cambio fluttuanti.
- Le zone a moneta unica si basavano, quindi, su livelli simili di stabilità dei prezzi, dove una politica monetaria unica sarebbe sufficiente per tutti.

La sua analisi portò alla conclusione che si trattava di un disaccordo tra Europa e Stati Uniti sul tasso di inflazione, in parte per finanziare la guerra del Vietnam, e che Bretton Woods si disintegrò a causa della sottovalutazione dell'oro e della conseguente rottura della disciplina monetaria. Ci fu un famoso contrappunto su questo problema tra Mundell e Milton Friedman.
Questo lavoro portò successivamente alla creazione dell’euro e alla sua previsione che l’uscita dal sistema di Bretton Woods avrebbe portato alla “stagflazione” fintanto che fossero state applicate aliquote fiscali sul reddito altamente progressive. Nel 1974, sostenne una drastica riduzione delle tasse e un appiattimento delle aliquote dell'imposta sul reddito.
Mundell, sebbene esaltato da alcuni conservatori, ebbe molti dei suoi critici più aspri proprio da destra: negò la necessità di una valuta fissa basata sull'oro o di un comitato valutario e fu un "falco" sia del deficit fiscale che della bilancia dei pagamenti. Famosa una sua dichiarazione: affermò che in un sistema di tassi di cambio fluttuanti, l’espansione dell’offerta di moneta può avvenire solo con una bilancia dei pagamenti positiva.
Nel 2000, Mundell raccomandò al Canada di legare permanentemente il valore del suo dollaro a quello statunitense.

## Il padre dell'euro
Robert Mundell fu considerato il “padre dell’euro” per i suoi primi lavori a favore dell’unione monetaria europea. A partire dagli anni '60, Mundell sostenne infatti la costituzione di un'Unione economica e monetaria europea e spinse per la creazione dell'euro.
Nel 2000, previde che prima del 2010 l’eurozona si sarebbe estesa fino a coprire 50 paesi, mentre il dollaro americano si sarebbe diffuso in tutta l’America Latina, e gran parte dell’Asia avrebbe guardato verso lo yen. Tali previsioni si sono rivelate altamente imprecise.
Nel suo articolo del 2012 "Robert Mundell, il genio malvagio dell'euro", Greg Palast afferma che Mundell ha sostenuto l'euro perché la sua attuazione avrebbe avuto l'effetto di rimuovere il controllo democratico sulla politica monetaria. Pertanto, quando si verifica una crisi, i governi dell’Eurozona non sarebbero in grado di stimolare l’economia creando moneta, come prescritto dall’economia keynesiana. Sarebbero quindi costretti a ricorrere ad altri mezzi per ridurre la disoccupazione, come la deregolamentazione delle imprese, la privatizzazione delle industrie statali, il taglio delle tasse e l’indebolimento della rete di sicurezza sociale.
Nel 2014 Mundell espresse la sua opposizione alle proposte di un’unione fiscale tra gli stati europei. Dichiarò che "sarebbe una follia avere un'autorità centrale europea che controlli tutte le tasse e le imposte degli stati... controllate nell'Unione. Questo trasferimento di sovranità è decisamente troppo grande". Si oppose anche alla prospettiva che i paesi potessero essere responsabili per il debito di altri paesi.
Nel 2006 Mundell ebbe una laurea ad honorem in giurisprudenza presso l'Università di Waterloo.

## Vita privata
Robert Mundell fu sposato con Barbara Sheff dal 1957 al 1972. La coppia ebbe 3 figli (Paul, Bill e Robyn). Diversi anni dopo il suo primo matrimonio, incontrò Valerie Natsios, poetessa di origine italiana, vent'anni meno di lui. Si sposarono ed ebbero un figlio,  Nicholas, nel Dicembre del 1997. Mundell aveva allora 65 anni. Hanno vissuto nel loro appartamento a New York o nel loro palazzo rinascimentale situato vicino a Siena, in Italia.

## Opere principali
Una bibliografia esauriente dei lavori di Mundell è disponibile sul suo sito personale.
- The pure theory of international trade, in American economic review, 67, 1960.
- Capital mobility and stabilization policy under fixed and flexible exchange rates, in Canadian journal of economics and political science, 475, 1963.
- The international monetary system; conflict and reform, Montreal, Canadian Trade Committee, Private Planning Association of Canada, 1965.
- Man and economics, New York, McGraw-Hill, 1968.
- International economics, New York, Macmillan, 1968.
- Monetary theory : inflation, interest, and growth in the world economy, Pacific Palisades, Calif, Goodyear Publishing Company, 1971.
- Inflation and growth in China : proceedings of a conference held in Beijing, China, May 10-12, 1995, con Manuel Guitián, Washington, DC, International Monetary Fund, 1996.
- The European Monetary System 50 years after Bretton Woods: A Comparison Between Two Systems, Siena, Monte dei Paschi di Siena, 1997.
- The Euro as a stabilizer in the international economic system, con Armand Clesse, Boston, Kluwer Academic, 2000.

### Edizioni in lingua italiana
- Economia internazionale, traduzione di Giovanni Palmerio, Torino, UTET, 1974.
- La nuova Europa, con Mario Baldassarri, Roma, SIPI, 1991. Comprende:

1. Mercato unico ed unificazione monetaria tra i paesi della Cee
2. I paesi dell'Est europeo : transizione al mercato ed integrazione internazionale
- Problemi internazionali nel villaggio globale, Robert Mundell e altri, Roma, SIPI, 1993.
- Dentro la globalizzazione: Italia ed Europa, con Paolo Fresco e Silvano Granchi, Osmannoro, Sesto Fiorentino, PLAN, 2002.